# Шартово
Шартово — деревня в Круппской волости Печорского района Псковской области.
Расположена на восточном берегу острова Колпина в северо-западной части Псковского озера (недалеко от границы (по воде) с Эстонией). На острове находятся другие две деревни: к западу — Медли, к юго-западу — Колпино.

## Население
Численность населения деревни составляет 52 жителя по состоянию на 2000 год.
| 2001 | 2002 | 2010 |
| ---- | ---- | ---- |
| 52   | ↘41  | ↘28  |

## Топографические карты
- Лист карты O-35-XVI Пылва. Масштаб: 1 : 200 000. Издание 1980 г.